# دودل گاد
دودل گاد (انگلیسی: Doodle God) یک بازی ویدئویی پازل تک‌نفره برای سکوهای ویندوز فون، اندروید، سامسونگ بادا، آی‌اواس، ادوبی فلش، ویندوز ۸ و پلی‌استیشن ویتا می‌باشد که توسط جوی‌بیتس توسعه و نشر پیدا کرده است.